# 东明村 (三林镇)
东明村是中华人民共和国上海市浦东新区三林镇的一个村，位于该镇东北，下辖十个村民小组，2003年时全村共有1535人，村内企业产值2.5亿元，共有耕地1055.61亩。东明村原辖15个村民小组，1997年，南巷、塘沟、南张、姚家和朱巷五个村民小组的717.7亩土地被征收后撤销，现存小组为东康、西康、池河、北张、中张、中心、北巷、东何、西何、董家。有572、780、795、632、988等公交车途径该村。

## 村办企业
东明村于2000年筹建上海东明建材交易市场经营管理公司，2001年开业，注册资本100万元。市场占地401亩，2003年时销售额达1.7亿。